# Batalla de Lemnos (1024)
La batalla de Lemnos fue la culminación de una incursión de las tropas de la Rus de Kiev a través de los Dardanelos al mar Egeo, y constituyó el penúltimo conflicto entre el Imperio bizantino y los rus.
La única fuente para el choque es la historia de Juan Escilitzes. Según este, en 1024 un líder rus llamado Crisóquero reunió a 800 hombres y zarpó hacia Constantinopla, con el objetivo de alistarlos en la Guardia varega del emperador Basilio II (r. 976–1025). Este Crisóquero era pariente del difunto príncipe Vladimiro I de Kiev, que había desposado a la hermana del emperador, Ana Porfirogéneta, y su verdadero nombre es desconocido puesto que «Crisóquero» es muy probablemente una traducción griega de su nombre, que significa «mano de oro». Blöndal propuso que derivaría del nórdico antiguo Auđmundr, o bien del anglosajón Eadmund.
En Constantinopla, se pidió a Crisóquero y sus hombres que entregaran sus armas antes de permitirles entrar en la ciudad para ser reclutados. Los rus se negaron, y en su lugar navegaron hacia el sur a través de la Propóntide, en la cual el comandante del estrecho de los Dardanelos trató de bloquearles el paso a la altura de Abido, pero fue derrotado y los invasores pudieron continuar su ruta hacia el Egeo. Luego se dirigieron a la isla de Lemnos, donde se enfrentaron a una armada bizantina mucho más fuerte, que comprendía las fuerzas del strategos de Samos David de Ocrida, la flota del thema Cibirreota y las tropas del doux de Tesalónica, Nicéforo Cabasilas. Los oficiales bizantinos inicialmente pretendieron querer negociar, de modo de los rus se sintieran en una falsa seguridad, siendo entonces cuando cayeron de repente sobre ellos y los mataron a todos.